# Lydia Lipkowska
Lydia Yakolevna Lipkowska (en ucraniano: Лідія Яківна Липковська; Babyn, 10 de mayo de 1882-Beirut, 22 de marzo de 1958) fue una soprano operística rusa-rumana de origen ucraniana. Es conocida por el papel de Violetta en la ópera titulada La traviata.

## Biografía

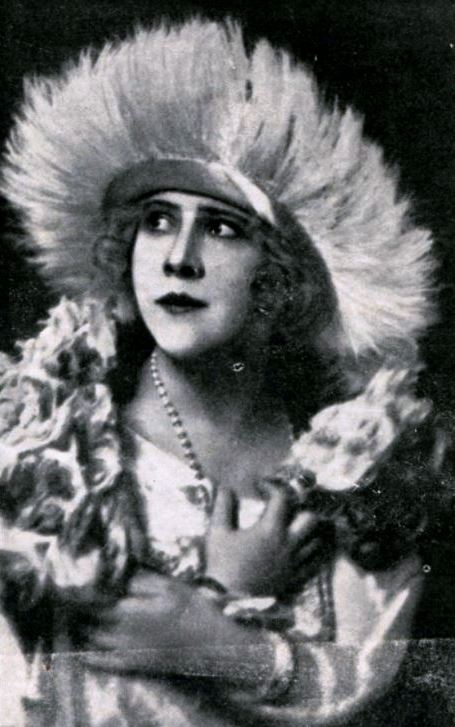
Lydia Lipkowska durante una opereta en «La viuda alegre» (1921)

Nació el 10 de mayo de 1882 en un pueblo llamado Babyn ubicado en el Óblast de Chernivtsí, Ucrania, en ese entonces bajo dominio imperial ruso.
Estudio en el Conservatorio de San Petersburgo. Su debut en el Metropolitan Opera fue con el papel de Violetta Valéry en La Traviata el 18 de noviembre de 1909, en compañía de Enrico Caruso. Estuvo en el Teatro Mariinski entre 1906 y 1908, nuevamente de 1911 a 1913. Desde 1909, junto con una compañía con sede en Boston, realizó sus cantos de ópera en diferentes partes del mundo, como en París y Estados Unidos.
En 1912, acusó al gánster neoyorquino Sam Schepps de usura por negarse a devolverle dos diamantes valorados en 80 000 dólares que ella había empeñado. Lipkowska dijo que le había pedido prestados 12 000 dólares a Schepps, que le había dejado los diamantes como garantía y que éste le pedía 5000 dólares de intereses antes de devolverle las joyas.
Sus últimos años de vida los pasó en la capital libanesa, donde falleció en 1958 a los 75 años.